# Jup Kazazi
Jup Kazazi (ur. 17 sierpnia 1905 w Szkodrze, zm. 17 września 1946) – albański polityk i ekonomista.

## Życiorys
Syn Muharrema agi Kazaziego i Hamide. Uczył się w gimnazjum w Szkodrze. W 1926 był jednym z organizatorów protestów przeciwko zamknięciu gimnazjum i wydaleniu dyrektora placówki. Uczył się w liceum w Belgradzie, a następnie ukończył studia na Wydziale Ekonomicznym Uniwersytetu w Belgradzie. W 1929 został wydalony z Jugosławii, a studia kontynuował na Uniwersytecie w Turynie dzięki przyznanemu stypendium państwowemu. Tam też poznał swoją przyszłą żonę – Nasibe Bekteshi. Po studiach, w 1935 powrócił do Szkodry. W tym samym roku rozpoczął pracę w ministerstwie finansów, początkowo na stanowisku technicznym, a po kilku miesiącach awansował na stanowisko księgowego w sekcji świadczeń socjalnych. W Szkodrze kierował stowarzyszeniem kulturalno-sportowym Djelmenia.
Po inwazji włoskiej na Albanię w kwietniu 1939 pracował jako urzędnik we Wlorze. Za namową Xhevata Korcy, nauczyciela gimnazjum w Szkodrze wstąpił do Albańskiej Partii Faszystowskiej, w 1941 został jej sekretarzem generalnym. W 1943 porzucił to stanowisko i razem z bratem Zenelem związali się z organizacją Balli Kombëtar. W dniach 30–31 sierpnia 1943 wziął udział w bitwie z Włochami pod Reçi. Po kapitulacji Włoch współpracował z płk Anthony Neelem z misji brytyjskiej, działającej na terytorium Albanii. W listopadzie 1944, kiedy komuniści przejmowali władzę w kraju, Kazazi organizował ucieczkę z Albanii grupy polityków z Midhatem Frashërim na czele.
Po zdobyciu władzy przez komunistów skazany zaocznie na karę śmierci, ukrywał się w górach, w domu swojego wuja Rifata. Po klęsce powstania postrybskiego oddziały pacyfikacyjne odkryły kryjówkę Kazaziego. Otoczony, odmówił poddania i się zastrzelił.
Przetłumaczył na język albański dzieło Dimitrije Tucovicia „Serbowie i Albańczycy”, poddającego krytyce politykę Serbów wobec Albańczyków. W 2009 został uhonorowany tytułem Honorowego Obywatela Szkodry.
Był żonaty (żona Nasibe z d. Bekteshi).